# Rally de La Nucía-Mediterráneo de 2015
El Rally de La Nucía-Mediterráneo de 2015 fue la 15º edición y la undécima ronda de la temporada 2015 del Súper Campeonato de España de Rally. Se celebró del 12 de octubre al 14 de octubre y contó con un itinerario de nueve tramos que sumaban un total de 151 km cronometrados. Fue también puntuable para la Copa de España de Rallyes de Asfalto, el campeonato de la Comunidad Valenciana, la Iberian Rally Trophy, la Clio Trohpy Spain, la Copa Dacia Sandero y la Copa N5 RMC.

## Itinerario
| Día   | Tramo | Nombre           | Distancia | Hora  | Ganador         | Tiempo  | Líder           |
| ----- | ----- | ---------------- | --------- | ----- | --------------- | ------- | --------------- |
| Día 1 | TC1   | Relleu-Penáguila | 21.65 km  | 16:43 | Surhayen Pernía | 13:05.7 | Surhayen Pernía |
| Día 1 | TC2   | Gorga            | 12.53 km  | 17:26 | Jan Solans      | 8:02.1  | Surhayen Pernía |
| Día 1 | TC3   | Relleu-Penáguila | 21.65 km  | 20:21 | Surhayen Pernía | 13:15.6 | Surhayen Pernía |
| Día 1 | TC4   | Gorga            | 12.53 km  | 21:04 | Surhayen Pernía | 8:17.8  | Surhayen Pernía |
| Día 2 | TC5   | Jalón            | 21.74 km  | 09:17 | Jan Solans      | 11:38.1 | Surhayen Pernía |
| Día 2 | TC6   | Pego             | 10.08 km  | 10:27 | Jan Solans      | 6:09.2  | Surhayen Pernía |
| Día 2 | TC7   | Coll de Rates    | 19.10 km  | 11:15 | Surhayen Pernía | 11:48.2 | Surhayen Pernía |
| Día 2 | TC8   | Jalón            | 21.74 km  | 14:58 | Jan Solans      | 11:27.3 | Surhayen Pernía |
| Día 2 | TC9   | Pego             | 10.08 km  | 16:30 | Jan Solans      | 6:05.7  | Surhayen Pernía |

## Clasificación final
| Pos. | Piloto             | Copiloto            | Automóvil              | Tiempo    | Diferencia |
| ---- | ------------------ | ------------------- | ---------------------- | --------- | ---------- |
| 1.   | Surhayen Pernía    | Alba Sánchez        | Hyundai i20 R5         | 1:30:40.6 | 0.0        |
| 2.   | José Luis Peláez   | Rodolfo del Barrio  | Škoda Fabia Rally2 evo | 1:32:21.5 | +1:40.9    |
| 3.   | Sergio Vallejo     | Álvaro Louro        | Porsche 997 GT3 RS 3.8 | 1:35:01.6 | +4:21.0    |
| 4.   | Toni Ariete        | Noemi Garrido       | Ford Fiesta Rally2     | 1:35:39.5 | +4:58.9    |
| 5.   | Jan Solans         | Rodrigo Sanjuan     | Citroën C3 Rally2      | 1:36:05.9 | +5:25.3    |
| 6.   | José Antonio Aznar | Carlos Cancela      | Porsche 997 GT3 RS 3.8 | 1:36:59.9 | +6:19.3    |
| 7.   | Carlos Moreno      | Antonio Pérez       | Škoda Fabia R5         | 1:37:24.4 | +6:43.8    |
| 8.   | Albert Orriols     | Lluis Pujolar       | Renault Clio Rally5    | 1:38:10.9 | +7:30.3    |
| 9.   | Jorge Cagiao       | Amelia María Blanco | Renault Clio Rally5    | 1:38:39.5 | +7:58.9    |
| 10.  | Carlos Rodríguez   | Esther Gutiérrez    | Renault Clio Rally5    | 1:39:47.8 | +9:07.2    |